# José Hernández Pastor
José Hernández Pastor (Valencia, 1974) es un cantante español especializado en música antigua, empleando voz de contratenor.

## Biografía y formación académica
Cantante, musicólogo y director, cuenta en su haber los premios y distinciones más prestigiosos, como el Premio Nacional de Música 2004 junto a Al Ayre Español, el Diapasón D’Or 2008 junto a La Colombina, “E” de Excepcional de la revista Scherzo, Cinco estrellas de ABC…, cuenta con más de 30 grabaciones para las casas más importantes, como EMI Classics, Arcana, Alia Vox, junto a directores como Diego Fasolis, Joshua Rifkin, Fabio Bonizzoni, Jacques Ogg, Jordi Savall, López Banzo, Josep Cabré, Carles Magraner…su grupo, Cantoría Hispánica fue el más programado por el Centro Nacional de Difusión Musical del INAEM para celebrar el IV Centenario de Tomás Luis de Victoria.
Entre sus proyectos presentes, propuestas tan diversas como En Alas del espíritu, con música gregoriana meditativa, a voz sola, o como dirigir la obra Membra Jesu Nostri de Buxtehude en el Monasterio de las Huelgas (Burgos), cantar el rol principal en la ópera Ahna Refugjati, del maltés Mario Sammut, una superproducción que tuvo lugar en Malta 2018, y actuar desde 2019 con la compañía de teatro Nao d’Amores en la obra Nise, la tragedia de Inés de Castro, nominada en este 2021 a cinco premios Max.
Merced a una beca del gobierno suizo, estudió con Richard Levitt y posteriormente con Andreas Scholl en la Schola Cantorum Basiliensis, donde obtuvo el Dimplom en Canto especializado en Renacimiento y Barroco.
En su labor docente, actualmente imparte clases de Historia de la Música, Prácticas de Coro y Yoga para Músicos en el Conservatorio Superior Musical Arts de Madrid. Ha sido invitado a impartir cursos de Técnica e Interpretación por la Universidad de Salamanca, Universidad Complutense, Universidad de Burgos, Universidad de Málaga, Universidad de Castellón, Universidad de Valencia, Curso de Música Antigua de Aracena (Huelva), Música Antiga de Guadassuar, Conservatorio Superior Manuel de Falla (Buenos Aires).

## Actividad concertística
Su carrera destaca por una intensa labor concertística en Europa y Latinoamérica. A pesar de su juventud, ha sido dirigido por Jordi Savall, Dominique Vellard, Joshua Rifkin, Eduardo López Banzo, Yves Corboz o Carles Magraner y ha participado en los festivales de Montalbane (Leipzig), Styriarte (Graz, Austria), Música Temprana (Utrecht) y Música Viva (Barcelona, España). Entre las salas en las que cantado se cuentan la Kölner Philarmonie y el Koncerthaus de Viena, el Teatro Real de Madrid, el Teatro Liceo de Barcelona, el Auditori Nacional de Cataluña,  Concertgebouw de Ámsterdam, Theatre des Champs Elysées de París, Teatro de las Bellas Artes de México D.F:, Teatro de la Maestranza de Sevilla, Festival Cervantino de México, Festival Abvlensis, Festival de Peralada, Caixa Forum de Barcelona, Festival de Peñíscola, Quincena Donostiarra, Real Coliseo Carlos III de San Lorenzo de El Escorial, Teatro Arriaga de Bilbao, Festival Internacional de Música Antigua de Daroca, Festival Internacional del Camino de Santiago, Arte Sacro de Madrid, Auditorio de San Lorenzo de El Escorial, Auditorio de Cuenca, Museo Thyssen de Madrid, Festival de Música Antigua de Murcia, Museo Reina Sofía de Madrid, Festival Corpus de Música Antigua de Toledo, Temporada del Auditorio Nacional…últimamente actúa como director invitado en  proyectos concretos con agrupaciones estables.
En 1998 funda con Ariel Abramóvich el dúo El Cortesano, dedicado enteramente a la difusión del repertorio español para vihuela hasta 2013. En 2004 se inicia como director fundando Cantoría Hispánica, dedicado a la polifonía española, y a la vez plataforma para sus recitales barrocos. Desde 2004 es miembro del cuarteto La Colombina (grupo), con quien realiza una intensa actividad desde entonces.

## Discografía
- 2000 - Carlos V, Mille Regretz: La Canción del Emperador. La Capella Reial de Catalunya, Hespèrion XXI, Jordi Savall (director). Aliavox AVSA 9814
- 2000 Isaac Albéniz: Merlin, ópera in three acts. Carlos Álvarez, Plácido Domingo. Dir.: José de Eusebio. Decca. DH02
- 2001 - ¡Santiago! música e peregrinacións na Europa do Renacemento. Resonet. Mercedes Hernández, José Hernández Pastor, José Enrique Pedrosa, Fernando Reyes (director). Clave Records
- 2001 "Estevan Daça: El Parnasso, 1576". El Cortesano. José Hernández Pastor, contratenor. Ariel Abramovich, vihuela. Arcana. A316
- 2002 - Willaert, Mottetti et Ricercari. Accademia della Selva. José Hernández Pastor, countertenor, Luigi Collarile (orgue & Conductor). Stradivarius STR 33656
- 2003 "Homenatge al Misteri d'Elx" Capella Reial de Catalunya. Jordi Savall, director.
- 2003 - Antonio de Literes - Júpiter y Semele. Al Ayre Español, Marta Almajano, Lola Casariego, Marina Pardo, Soledad Cardoso, Jordi Ricart, José Hernández Pastor, Eduardo López Banzo (director). Harmonia Mundi HMI 987036.37
- 2003 "Villancicos y danzas criollas: De la Iberia antigua al Nuevo Mundo". Capella Reial de Catalunya, Hespèrion XXI, Jordi Savall. AV9834
- 2005 - La Harpe de Melodie. Música en tiempo de Benedicto XIII, el Papa Luna. Obras de los códices de Chantilly, Apt, Ivrea, Barcelona y Valencia. Capella de Ministrers, Coro de la Generalidad Valenciana, Pilar Esteban (soprano), José Hernández Pastor, (contratenor), Carles Magraner (dirección) Licanus CDM 0512
- 2005 - Rodrigo de Ceballos, Lamentaciones. Posuerunt super caput eius (motete); Missa tertii toni; Salve Regina & Magnificat Secondi Toni. Ensemble Gilles Binchois. Dominique Vellard (tenor y director). Almaviva DS0136
- 2005 "Paisatges Musicals: La llum de les imatges, junto al Coro de la Generalidad Valenciana. Francesc Perales, director.
- 2005 "Juan de Anchieta: Missa Rex Virginum. Motecta". Capilla Peñaflorida. Dir. Josep Cabré K617178
- 2006 - Francisco Guerrero, Motetes, Canciones y Villanescas. La Colombina. Raquel Andueza (soprano) , José Hernández Pastor (alto), Josep Benet (ténor), Josep Cabré (baryton) Harmonia Mundi K617196 HM 82
- 2006 "Il grant desio e la dolce esperanza". Speculum. Ernesto Schmied, director.
- 2007 - Tomás Luis de Victoria, Ad Vesperas Le manuscrit inédit de Rome. La Colombina. Raquel Andueza (soprano) , José Hernández Pastor (alto), Josep Benet (ténor), Josep Cabré (baryton) Harmonia Mundi K617209 HM 82
- 2009 - Si me llaman: Diego Pisador, Salamanca 1552. El Cortesano. Carpe Diem CD16276
- 2009 - Arde el furor intrépido. Música de la catedral de Málaga en el s. XVIII. María Espada, José Hernández Pastor, Orquesta Barroca de Sevilla, Diego Fasolis (director). OBS-Prometeo OBS 01
- 2009 - Fantasiant Música y poesía para Ausiàs March. Pilar Esteban (soprano),  José Hernández Pastor (contratenor) Capella de Ministrers, Carles Magraner (director). CDM 0927
- 2009 "Las Ensaladas. Praga, 1581". La Colombina. K617216
- 2013 "El cant de la Sibil.la" a la Catedral de Barcelona. Contratenor solista a capela. Dir. David Malet. 1CM0327
- 2015 "Los doce músicos de Iriarte". Regina Ibérica. Dir.: Laura Casanova. Gradualia. Dir.: simón Andueza.